# Boxe Vesuviana
La Boxe Vesuviana è una società pugilistica italiana con sede nella città di Torre Annunziata (NA), fondata nel 1964 da Lucio Zurlo, con il nome di Pugilistica Oplonti.

Il palmarès comprende due titoli di campione d'Europa e sei di campione d'Italia tra i pugili professionisti, mentre i dilettanti hanno conquistato due titoli di campione del mondo Juniores, uno di campione del mondo militare ed uno di campione europeo, oltre a svariati titoli europei e di campione d'Italia.

La società vanta due pugili olimpionici, Ernesto Bergamasco e Pietro Aurino che hanno partecipato rispettivamente ai giochi di Monaco di Baviera 1972 e Atlanta 1996. Tra i pugili di rilievo che hanno fatto parte della Boxe Vesuviana risultano Gaetano Caso, Biagio Zurlo, Pasquale Perna, Gaetano Nespro, Giuseppe Langella e Irma Testa.

Nel 2012 la Boxe Vesuviana è stata insignita dal CONI con la stella di bronzo al merito sportivo. Nella classifica di merito del 2024 stilata dalla Federazione Pugilistica Italiana, la Boxe Vesuviana è settima su oltre tremila società.

## Storia
Lucio Zurlo, di professione infermiere presso lo Spolettificio Esercito di Torre Annunziata, iniziò ad apprendere i rudimenti della noble art presso la Pugilistica Fulgor di Napoli, ma ben presto dovette rinunciarvi a causa di insormontabili problemi logistici. Decise quindi di ottenere il patentino di allenatore, che conseguì nel 1962.

Nel 1964, fondò ed iscrisse al CONI la Pugilistica Oplonti, che ebbe come primo presidente Amedeo Greco.

Ubicata nel centro storico della città oplontina, in prossimità della Real Fabbrica d'Armi, cambiò la denominazione in quella odierna, per coinvolgere e cercare dei tesserati non solo in città, ma anche nei vicini comuni vesuviani, tanto che alla fine degli anni sessanta, Zurlo aprì una succursale anche nella vicina Terzigno, dove, qualche anno dopo, ci si sarebbe allenato Nino Benvenuti per preparare il match di Napoli contro Fraser Scott, per il titolo mondiale dei pesi medi.

## Pugili

### Professionisti
I primi successi della Boxe Vesuviana, arrivarono grazie ad Ernesto Bergamasco, laureatosi campione d'Italia Dilettanti nel 1971 e nel 1972, nonché olimpionico a Monaco di Baviera 1972 venendo eliminato al primo turno. Bergamasco nel 1993 a Torre Annunziata, fondò la Pugilistica Oplonti, riprendendo l'originale denominazione del sodalizio per cui aveva combattuto per anni.

Il primo campione d'Italia professionisti fu Gaetano Caso nel 1985, che si aggiudicò il titolo dei pesi welter. Per la stessa categoria di peso, Biagio Zurlo, figlio del patron Lucio, si aggiudicò il titolo tricolore nel 1988, nel 1989 e nel 1991.
Altro exploit fu quello di Pasquale Perna che nel 1995, 1996 e 1997 vinse il titolo nazionale dei pesi superleggeri, mentre nel 1998, 1999 e 2000 si aggiudicò la corona tricolore dei welter.
La Boxe Vesuviana conta sei pugili campioni d'Italia professionisti: Gaetano Caso, Biagio Zurlo, Pasquale Perna, Pietro Aurino, Gaetano Nespro e Giuseppe Langella.

## Presidenti e allenatori
Di seguito la cronologia di presidenti ed allenatori della Boxe Vesuviana:
- 1964-1965  Amedeo Greco
- 1965-1966  Salvatore Menichino
- 1967-1976  Mariano Fabbrocini
- 1977-1980  Clemente Folla
- 1981-1983  Giovanni Cillo
- 1983-1985  Ugo Boccia
- 1986-1991  Antonio Di Gennaro
- 1992-1997  Franco Africano
- 1998-2005  Salvatore Menichino
- 2006-2008  Antonio Di Gennaro
- 2009-2020  Rosario Africano

- 1964-1976  Lucio Zurlo
- 1977-1980  Lucio Zurlo e  Antonio Pane
- 1981-1991  Lucio Zurlo,  Antonio Pane ed  Ernesto Bergamasco
- 1992-1997  Lucio Zurlo e  Antonio Pane
- 1998-2008  Lucio Zurlo,  Raffaele Pagano e  Antonio Veneruso
- 2009-2014  Lucio Zurlo,  Raffaele Pagano,  Antonio Veneruso e  Mariano Spano

## Palmarès

### Campioni mondiali

#### Uomini
- 1994 - Pietro Aurino, mediomassimi (Campionati mondiali juniores)[19]
- 1994 - Pietro Aurino, mediomassimi (Campionati mondiali militari)[19]

#### Donne
- 2013 - Irma Testa, mosca (Campionati mondiali juniores)[23]

### Campioni europei

#### Uomini
- 1996 - Pietro Aurino, mediomassimi (dilettanti)[19]
- 2002 - Pietro Aurino, massimi leggeri (EBU)[21]
- 2003 - Pietro Aurino, massimi leggeri[21]
- 2004 - Pietro Aurino, massimi leggeri[21]

### Campioni europei juniores

#### Uomini
- 2007 - Francesco Nespro, leggeri (EU)[21]

### Campioni italiani

#### Uomini
- 1966 - Ernesto Bergamasco, leggeri[18][24]
- 1968 - Edondo Sella, superwelter[18][24]
- 1971 - Ernesto Bergamasco, leggeri[18][25]
- 1972 - Ernesto Bergamasco, superleggeri[18][25]
- 1974 - Salvatore Russo, medi[18][25]
- 1977 - Gaetano Caso, welter[18][25]
- 1978 - Gaetano Moretti, leggeri[18][24]
- 1978 - Biagio Zurlo, welter[18][24]
- 1979 - Gaetano Caso, welter[18][26]
- 1979 - Natale Russo, superwelter[18][24]
- 1980 - Pasquale Cavallaro, mosca[18][27]
- 1980 - Antonio Fraschetta, massimi[18][24]
- 1984 - Gaetano Moretti, superwelter[18][25]
- 1985 - Gaetano Caso, welter[19]
- 1986 - Lello Bergamasco, superwelter[19][24]
- 1988 - Biagio Zurlo, welter
- 1989 - Biagio Zurlo, welter
- 1991 - Biagio Zurlo, welter
- 1995 - Pasquale Perna, superleggeri
- 1996 - Pasquale Perna, superleggeri
- 1997 - Pasquale Perna, superleggeri[19]
- 1998 - Pietro Aurino, massimoleggeri[19]
- 1998 - Pasquale Perna, welter
- 1999 - Pietro Aurino, massimoleggeri[21]
- 1999 - Pasquale Perna, welter
- 2000 - Pietro Aurino, massimoleggeri[21]
- 2000 - Pasquale Perna, welter
- 2001 - Pietro Aurino, massimoleggeri[21]
- 2007 - Gaetano Nespro, medi[21]
- 2009 - Giuseppe Langella, welter[23]
- 2009 - Gaetano Nespro, medi[23]
- 2010 - Gaetano Nespro, medi[23]

### Campioni italiani juniores

#### Donne
- 2005 - Veronica Annunziata, pesi piuma[21]
- 2005 - Mina Morano, pesi leggeri[21]
- 2006 - Mina Morano, pesi leggeri[21]
- 2008 - Veronica Annunziata, pesi leggeri[23]
- 2012 - Maria Mauriello, pesi superleggeri[23]
- 2012 - Irma Testa, pesi mosca[23]
- 2012 - Lucia Testa, pesi leggeri[23]
- 2013 - Nunzia Esposito, pesi gallo[23]
- 2013 - Irma Testa, pesi mosca[23]
- 2013 - Nunzia Esposito, pesi gallo[23]